# Channapatna
Channapatna là một thị trấn thuộc huyện Ramanagara, bang Karnataka, Ấn Độ.

## Địa lý
Channapatna có vị trí 12°39′B 77°13′Đ / 12,65°B 77,22°Đ Nó có độ cao trung bình là 739 mét (2424 foot).

## Nhân khẩu
Theo điều tra dân số năm 2001 của Ấn Độ, Channapatna có dân số 63.561 người. Phái nam chiếm 51% tổng số dân và phái nữ chiếm 49%. Channapatna có tỷ lệ 68% biết đọc biết viết, cao hơn tỷ lệ trung bình toàn quốc là 59,5%: tỷ lệ cho phái nam là 72%, và tỷ lệ cho phái nữ là 64%. Tại Channapatna, 12% dân số nhỏ hơn 6 tuổi.